# Un Maggiolino tutto matto
Un Maggiolino tutto matto (The Love Bug, talvolta distribuito con il titolo Il Maggiolino tutto matto) è un film della Walt Disney del 1968 diretto da Robert Stevenson.
Il film è il primo episodio della serie Disney di grande successo con protagonista il Maggiolino Herbie.

## Trama
(Mr. Wu)
San Francisco, anni '60: Jim Douglas è un pilota in declino, ridottosi a competere nei demolition derby. Vive in una vecchia stazione dei pompieri, assieme al suo amico Tennessee Steinmetz: quest'ultimo ha appreso le virtù del buddhismo dai monaci del Tibet.
Dopo aver distrutto la propria macchina in una gara, Douglas decide di partecipare a una nuova corsa, ma poiché Tennessee ha trasformato la sua Edsel in una scultura astratta, Jim si dirige alla ricerca di un nuovo veicolo di basso costo. Entrato in un concessionario di auto europee di alta gamma, dopo aver adocchiato la bella assistente Carole Bennett, fa conoscenza con l'arrogante proprietario Peter Thorndyke al quale chiede se c'è una semplice auto che costi 75 dollari, al massimo 80, e non di più. Essendo un concessionario di macchine lussuose e costose, Jim viene immediatamente messo alla porta da Thorndyke. Subito dopo a Jim si avvicina, come per magia, un Volkswagen Maggiolino bianco venuto dall'officina sul retro del negozio.
Carole spiega che un giorno una facoltosa signora, che aveva acquistato lì una nuova auto, le aveva chiesto di procurare un'utilitaria per la propria cameriera, ovvero il Maggiolino, il quale era stato rimandato indietro la mattina stessa per "delle noie meccaniche". Thorndyke non appena vede il Maggiolino va su tutte le furie e ordina ai suoi dipendenti di riportarlo nell'officina dandogli pure un calcio, essendo l'utilitaria considerata da lui un'auto semplice e non degna di essere esposta insieme alle altre. Jim prende le difese della macchina, la quale segue il suo tram fin sotto casa. La mattina dopo Jim è accusato dalla Polizia di furto d'auto aggravato, ma riesce a trovare un accordo grazie a Carole e acquista l'auto a rate.
Jim ben presto scopre che l'auto diviene a volte del tutto incontrollabile. Mentre lui pensa a una truffa, Tennessee ritiene che dipenda dalla presenza di "un'anima" in taluni oggetti: per questo cerca di fare amicizia con il Maggiolino e gli dà il nome di Herbie. Jim inizia ad apprezzare la macchina, quando scopre che essa sta cercando di far mettere insieme lui e Carole. Inoltre il Maggiolino ha doti velocistiche incredibili, perfette per tornare a gareggiare. Nel mondo delle corse ritrovano Thorndyke, che, finalmente notato il potenziale del Maggiolino, scommette sul loro successo e perde le restanti rate dell'auto. Dopo una sequela di umilianti sconfitte, Thorndyke vorrebbe convincere Carole a portare Jim a un appuntamento, se non che lei ammette che aveva già accettato un invito prima della richiesta di Thorndyke. Dopo aver fatto ubriacare Tennessee a furia di brindisi di caffè irlandese (caffè, whisky e panna), Thorndyke versa abbondanti tazze di bevanda nel serbatoio dell'auto. Il giorno dopo Herbie si inchioda prima del traguardo, mentre Thorndyke vince.
Quella sera Jim torna a casa con una Lamborghini 400GT nuova di zecca, dopo aver accettato di vendere Herbie a Thorndyke. Jim sostiene di aver bisogno di una "vera automobile" per correre la El Dorado Race, ma tutti lo trattano da incosciente. Herbie in impeto di gelosia tampona la nuova auto (adesso una Jaguar E-Type coupé) fino a distruggerla e fugge. All'arrivo di Thorndyke Jim si dirige all'inseguimento di Herbie. Il Maggiolino, dopo essere stato ritrovato da Thorndyke ed essere scampato allo smantellamento, corre per la città demolendo Chinatown e cerca di gettarsi dal Golden Gate Bridge; nel cercare di impedirlo, Jim rischia di cadere e viene salvato dall'auto.
Presi in consegna dalla Polizia, vengono condannati a un grosso risarcimento per aver distrutto il negozio del signor Wu. Tennessee, che ha imparato il cinese dai monaci, capisce che il signor Wu è un appassionato di corse, e gli parla per convincerlo ad accettare Herbie in permuta per i danni. Jim avanza una controproposta: se la loro squadra riuscirà a vincere la El Dorado, il signor Wu si terrà il premio e rivenderà loro Herbie al prezzo simbolico di un dollaro. La risposta di Wu, imprevedibilmente in un fluente inglese, è "Adesso sì che parli la mia lingua!".
La El Dorado si svolge in due tappe, tra la Sierra Nevada fino alla Yosemite Valley e ritorno. Prima della partenza, Thorndyke e il signor Wu fanno una seconda scommessa, i cui termini non vengono presentati. Thorndyke, con il suo assistente Havershaw per copilota, sfodera ogni possibile sporco trucco: al termine della prima tappa, Herbie arriva al traguardo per miracolo, a notte fonda e senza due ruote che aveva perso a causa degli attacchi di Thorndyke. Nonostante gli sforzi di Tennessee, sembra che l'auto sia troppo danneggiata per continuare la gara. Thorndyke viene a esigere il pagamento della scommessa (che lo rende nuovo proprietario), ma Herbie si rianima e lo costringe alla fuga.
Il giorno dopo, sfruttando una serie di insolite scorciatoie, Herbie si riporta in testa alla gara. Sull'ultimo chilometro, la carrozzeria si spezza in due. La parte posteriore, con a bordo Tennessee e il motore, taglia il traguardo appena prima di Thorndyke, mentre l'anteriore arriva appena dopo. Herbie conquista contemporaneamente il primo e il terzo posto.
Grazie alla scommessa, Wu è divenuto proprietario dell'autosalone di Thorndyke (con Tennessee come assistente). Thorndyke e il suo assistente sono ridotti a fare i meccanici. Nel frattempo, Herbie è stato perfettamente riparato e parte per il viaggio di nozze di Jim e Carole.

## Riconoscimenti
- 1970 - Laurel Awards
  - Nomination Miglior film commedia
  - Nomination Miglior performance comica maschile a Dean Jones
- 1970 - Golden Screen
  - Golden Screen

## La serie
La serie cinematografica è poi proseguita con:
- Herbie il Maggiolino sempre più matto (1974)
- Herbie al rally di Montecarlo (1977)
- Herbie sbarca in Messico (1980)

Queste pellicole furono seguite poi da una mini-serie TV, Herbie, the Love Bug, nel 1982, e da un film per la TV, Il ritorno del Maggiolino tutto matto, nel 1997.
Nel 2005 è uscito poi il VI episodio della serie:
- Herbie - Il super Maggiolino

Quest'ultimo film ha anche ispirato due videogiochi: Disney's Herbie: Fully Loaded (2005), gioco per Game Boy Advance basato direttamente sull'ultimo film, e Disney's Herbie Rescue Rally (2007), gioco per Nintendo DS la cui trama è originale.